# Jacqueline Börner
 (décembre 2023).
Si vous disposez d'ouvrages ou d'articles de référence ou si vous connaissez des sites web de qualité traitant du thème abordé ici, merci de compléter l'article en donnant les références utiles à sa vérifiabilité et en les liant à la section « Notes et références ».
Pour les articles homonymes, voir Börner.
Jacqueline Börner, née le 30 mars 1965 à Wismar (République démocratique allemande), est une ancienne patineuse de vitesse allemande.
L'année 1990 fut importante dans la carrière de Jacqueline Börner, avec un titre mondial, une médaille d'argent aux Championnats d'Europe et le gain du classement du 1 500 m en Coupe du monde. Néanmoins, son élan fut retardé par un accident alors qu'elle était en entraînement à vélo, heurtée par une voiture ce qui lui a causé une rupture du ligament croisé antérieur. Après des mois de rééducation, elle reprend la compétition et réussit à se qualifier pour les Jeux d'Albertville sur 1500 et 3 000 mètres. Elle y connait le moment le plus important de sa carrière en remportant la médaille d'or au 1 500 mètres.

## Palmarès
- Jeux olympiques
  -  Médaille d'or sur 1 500 m aux Jeux olympiques d'hiver de 1992 à Albertville
- Championnats du monde toutes épreuves
  -  Médaille d'or en 1990 à Calgary
- Championnats d'Europe toutes épreuves
  -  médaille d'argent en 1990 à Heerenveen
  -  médaille de bronze en 1987 à Groningue
  -  médaille de bronze en 1989 à Berlin
- Coupe du monde
  - Vainqueur du 1 500 m en 1990